# André Guy
André Guy (* 3. března 1941 Bourg-en-Bresse) je bývalý francouzský fotbalista, útočník. V sezóně 1968/1969 byl nejlepším střelcem francouzské Ligue 1.

## Fotbalová kariéra
Ve francouzské Ligue 1 hrál za FC Sochaux-Montbéliard, AS Saint-Étienne, Lille OSC, Olympique Lyon a Stade Rennais FC, nastoupil ve 269 ligových utkáních, dal 158 gólů a s AS Saint-Étienne získal v roce 1964 mistrovský titul. V roce 1971 vyhrál se Stade Rennais Coupe de France. Kariéru zakončil v Ligue 2 v SC Toulon a JGA Nevers. V Poháru mistrů evropských zemí nastoupil ve 2 utkáních a dal 2 góly, v Poháru vítězů pohárů nastoupil ve 3 utkáních a ve Veletržním poháru nastoupil ve 4 utkáních a dal 1 gól. Za reprezentaci Francie nastoupil v letech 1964-1968 v 8 utkáních a dal 2 góly. 

## Ligová bilance
| Ročník            | Zápasy | Góly | Klub                   |
| ----------------- | ------ | ---- | ---------------------- |
| Ligue 1 1959/1960 | 2      | 1    | FC Sochaux-Montbéliard |
| Ligue 2 1960/1961 | 17     | 7    | FC Sochaux-Montbéliard |
| Ligue 1 1961/1962 | 4      | 2    | FC Sochaux-Montbéliard |
| Ligue 2 1962/1963 | 16     | 9    | FC Sochaux-Montbéliard |
| Ligue 2 1962/1963 | 11     | 5    | AS Saint-Étienne       |
| Ligue 1 1963/1964 | 32     | 28   | AS Saint-Étienne       |
| Ligue 1 1964/1965 | 33     | 17   | AS Saint-Étienne       |
| Ligue 1 1965/1966 | 38     | 22   | Lille OSC              |
| Ligue 1 1966/1967 | 38     | 20   | Lille OSC              |
| Ligue 1 1967/1968 | 35     | 16   | Olympique Lyon         |
| Ligue 1 1968/1969 | 30     | 25   | Olympique Lyon         |
| Ligue 1 1969/1970 | 27     | 17   | Olympique Lyon         |
| Ligue 1 1970/1971 | 18     | 6    | Olympique Lyon         |
| Ligue 1 1970/1971 | 14     | 5    | Stade Rennais FC       |
| Ligue 2 1971/1972 | 29     | 23   | SC Toulon              |
| Ligue 2 1972/1973 | 23     | 4    | SC Toulon              |
| Ligue 2 1973/1974 | 33     | 13   | JGA Nevers             |
| CELKEM Ligue 1    | 269    | 158  |                        |